# Alanson M. Kimball

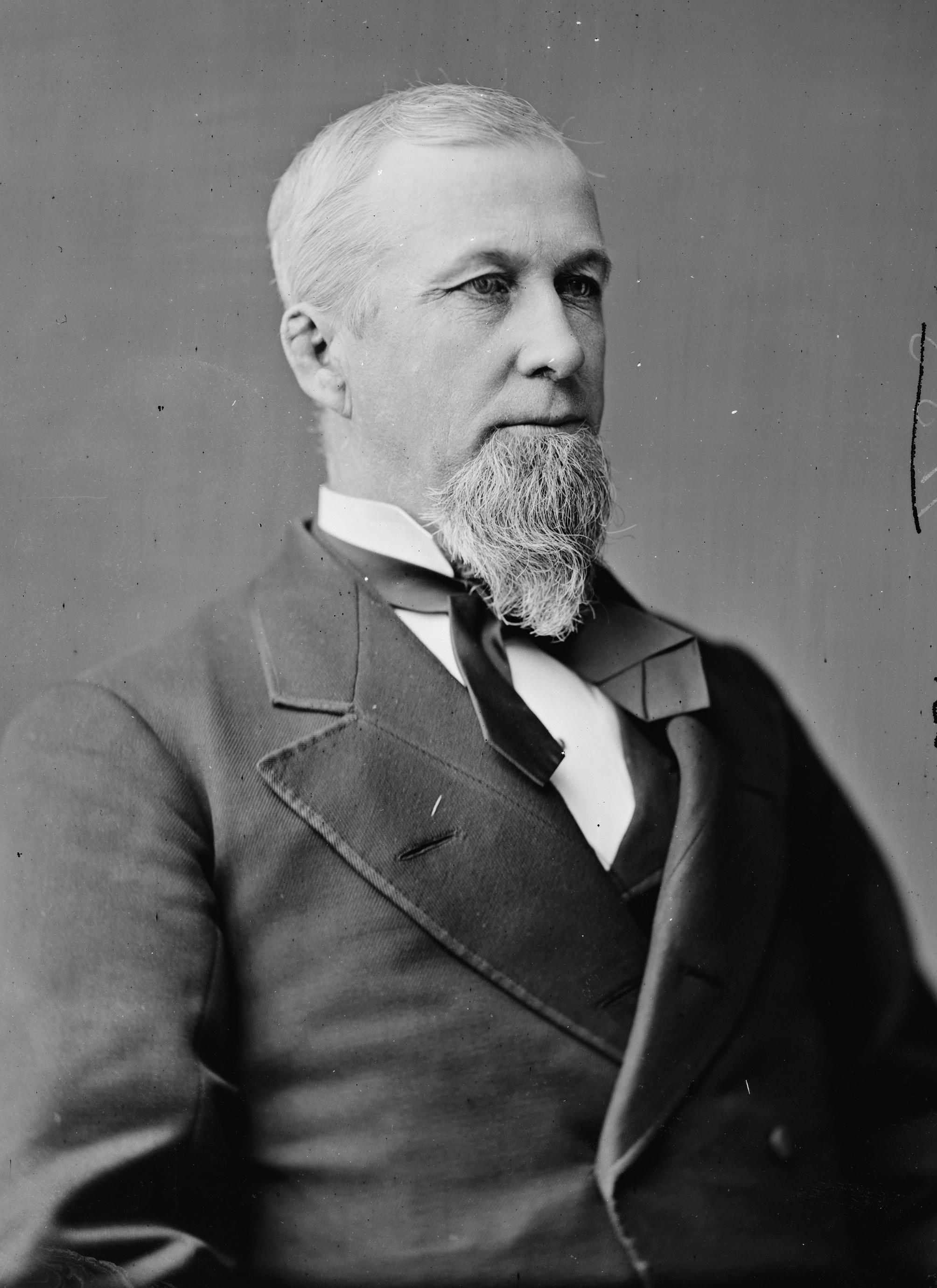
Alanson M. Kimball

Alanson Mellen Kimball (* 12. März 1827 in Buxton, York County, Maine; † 26. Mai 1913 in Pine River, Wisconsin) war ein US-amerikanischer Politiker. Zwischen 1875 und 1877 vertrat er den Bundesstaat Wisconsin im US-Repräsentantenhaus.

## Werdegang
Nach einer guten Schulausbildung zog Alanson Kimball im Jahr 1852 nach Wisconsin, wo er in der Landwirtschaft und im Handel tätig wurde. In seiner neuen Heimat begann er als Mitglied der 1854 gegründeten Republikanischen Partei eine politische Laufbahn. In den Jahren 1863 und 1864 saß er im Senat von Wisconsin.
Bei den Kongresswahlen des Jahres 1874 wurde Kimball im sechsten Wahlbezirk von Wisconsin in das US-Repräsentantenhaus in Washington, D.C. gewählt, wo er am 4. März 1875 die Nachfolge von Philetus Sawyer antrat. Da er bei den Wahlen des Jahres 1876 dem Demokraten Gabriel Bouck unterlag, konnte er bis zum 3. März 1877 nur eine Legislaturperiode im Kongress absolvieren. Nach seinem Ausscheiden aus dem US-Repräsentantenhaus arbeitete Kimball im Holzgeschäft. Im Jahr 1884 war er Delegierter zur Republican National Convention in Chicago, auf der James G. Blaine als Präsidentschaftskandidat nominiert wurde. Er starb am 26. Mai 1913 in Pine River und wurde dort auch beigesetzt.